# Didymana
Didymana is een geslacht van vlinders van de familie eenstaartjes (Drepanidae), uit de onderfamilie Drepaninae.

## Soorten
- D. ancepsa Chu & Wang, 1987
- D. bidens (Leech, 1890)
- D. brunea Chu & Wang, 1987